# Chodakówka
Chodakówka – wieś w Polsce położona w województwie podkarpackim, w powiecie przeworskim, w gminie Kańczuga.
Wieś położona w powiecie przemyskim, była własnością Aleksandra Michała Lubomirskiego, jej posesorem był Stanisław Rusiecki, została spustoszona w czasie najazdu tatarskiego w 1672 roku. Prywatna wieś szlachecka, położona w województwie ruskim, w 1739 roku należała wraz z folwarkiem do klucza Kańczuga Lubomirskich. W latach 1975–1998 miejscowość administracyjnie należała do województwa przemyskiego.
Na jednym ze wzniesień nad wsią można zobaczyć wały będące pozostałością średniowiecznego grodziska obronnego.